# 香港大學學生會

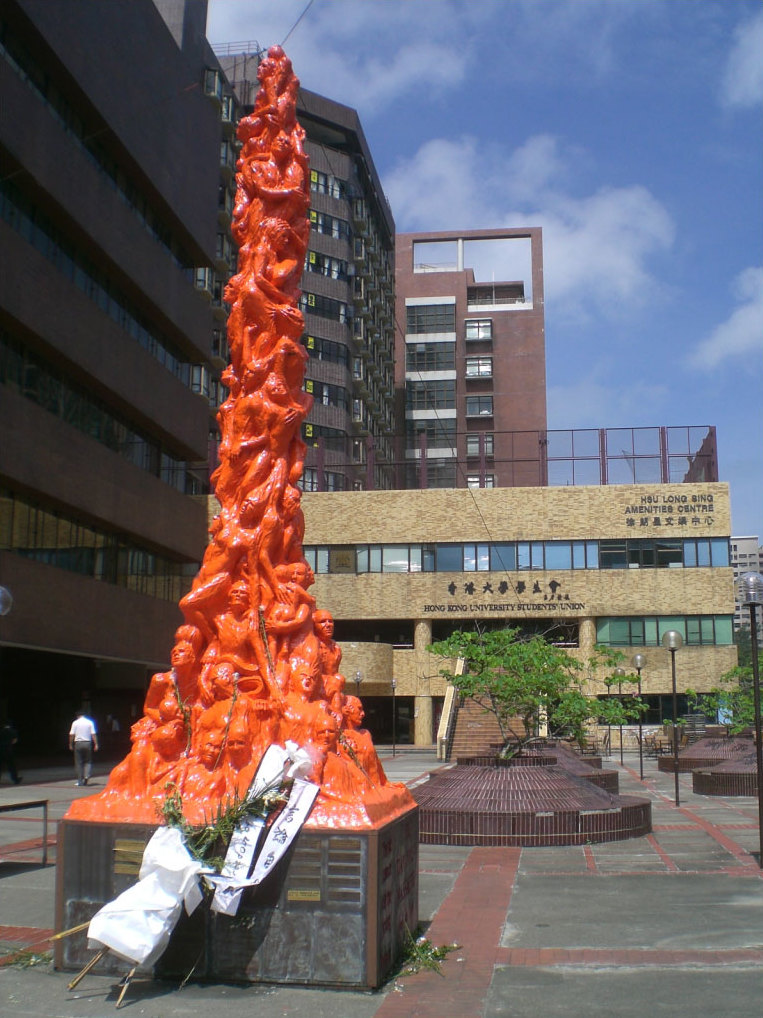
香港大學學生會正門前的國殤之柱

香港大學學生會（英語：The Hong Kong University Students' Union，簡稱）在2021年7月13日之前是香港大學內唯二官方認可的學生組織之一。
香港大學學生會成立於1912年。於1949年向香港警務處註冊成為獨立組織社團，脫離大學管治成為完全獨立的學生組織。
學生會不但在學生福利及康樂方面發展，在大學學制改革、學生資助政策等校務議題亦貢獻良多，更在本港爭取民主的社會運動中扮演積極的角色。港大學生會的宗旨是「團結一致、獨立自主」。會務層面指各屬會有獨立自主的空間，亦有團結一致的平台；校務層面指學生會團結學生力量各校方爭取權益，是獨立自主的學生組織，不從屬於學校；外務層面則指學生會內各人有獨立自主的思維，而有團結一致的力量去改變社會。
學生會辦公室位於薄扶林道香港大學學生會大樓內，正門向東，面對平台上有國殤之柱。2009年，學生會大樓為配合大學百周年校園工程進行改建，至2012年9月完成工程。

## 學生會事務
學生會事務主要分三環：會務，指學生福利、學生活動等；校務，指以師生並治為目標參與校政決策；外務，指關注社會事務及參與社會運動。

### 會務
學生會擁有相當多的資源，每年均需分配予其約130個屬會，讓屬會得到發展空間，服務同學。
學生會亦為會員提供的恆常服務及福利：
| 場所         | 服務                                             | 地點           |
| ------------ | ------------------------------------------------ | -------------- |
| 學生會辦事處 | 物資及房間借用                                   | 學生會大樓一樓 |
| 學生會合作社 | 折扣文具、精品                                   | 學生會大樓一樓 |
| 電腦中心     | 電腦硬件、軟件及周邊用品，並免費提供電話充電服務 | 學生會大樓地下 |
| 影印中心     | 特價影印、釘裝                                   | 學生會大樓一樓 |

### 校務
港大多個委員會中均設學生席位，這是百年來學生會爭取校園民主化的成果。
港大的校務委員會設1個本科生學生席位、教務委員會則設2個本科生2學生席位，通常幹事會都會派幹事參選，在校方建制中維護學生權益。
港大30多個大學管治委員會中，設學生席位的委員會包括學生事務委員會、宿舍委員會、膳務委員會、紀律委員會、新生經歷委員會、平等機會委員會等等16個委員會，與同學的校園生活息息相關，學生會評議會有責任推薦同學加入，為同學發聲。
各個學院的院務委員會亦設學生代表席位，學生會每年舉辦院務委員會學生代表選舉，而推選出代表出任相關席位。
同學亦可透過學生會評議會轄下的大學事務委員會參與校政，該委員會當中設幹事會、院會、宿生會代表席位，亦設有7個基本會員席位，歡迎同學各評議會或所屬屬會代表自薦，再經評議會通過任命。

### 外務
社會運動方面，學生會積極推動同學關注社會事務，學生會評議會內設時事委員會。
1970年代，港大學生活躍於社會運動，積極參與爭取中文成為法定語文運動、金禧事件、捉葛柏反貪污等，堪稱火紅年代。
1980至90年代，港大學生會曾於八九民運期間派人到北京聲援學生運動，亦在港支援消息發布工作，其後在1990年代成功頂住校方反對在港大校園內豎立國殤之柱。
近年，學生會曾就「2012年雙普選」、「平反六四」等通過全民投票。
2014年，學生會偕香港專上學生聯會投身雨傘革命，並出版香港民族論，推動本土思潮。由於香港專上學生聯會在領導學界爭取普選的表現不理想，加上本土主義抬頭，港大學生會已於2015年2月通過全校學生公投退出香港專上學生聯會。
而雨傘運動後，港大再一次由「本土莊」作主，以追求本土利益優先。

## 架構

### 全民投票及全民大會
最高權力機制，是全體會員共同決策的機制。

### 評議會
最高權力常設機關，擁有立法及部份行政與司法權，由評議會主席、評議會榮譽秘書、學生會幹事、體育聯會代表、文化聯會代表、學社聯會代表、舍堂學生會代表、院會代表、普選評議員、去屆會長、學苑總編輯及校園電視主席組成。以下為歷屆評議會主要成員：
| 2023 | 鄧一言                                              | 高嘉禧                                                   | 鄧一言        | （取消）      | （取消）      | 陳昱男        | （出缺）      | 鄧一言 |
| 2022 | 嚴上智                                              | 陳穎瑜                                                   | 嚴上智        | （取消）      | （取消）      | 鄧悅昕        | 溫傑          | 嚴上智 |
| 2021 | 張敬生                                              | 崔俊晟                                                   | 張敬生        | （出缺）      | （出缺）      | （出缺）      | （出缺）      | 張敬生 |
| 2020 | 張敬生（20年11月24日起）                            | 崔俊晟（20年11月24日起） 郭永皓（20年8月12日至11月24日） | 馬浩天 崔俊晟 | 鄭凱盈        | 鄧悅昕 林靖浵 | 馬浩天        | 馬浩天        | 張敬生 |
| 2019 | 温銘賢                                              | 劉樂遥                                                   | 温銘賢        | 彭家浩        | 梁浩朗        | 馮卓傑        | 梁浩朗        | 温銘賢 |
| 2018 | 陳思齊                                              | 沈中傑                                                   | 陳思齊        | 彭家浩 梁晃維 | 李梓成 陳希朗 | 馮卓傑 王竹影 | 梁浩朗 馮紀立 | 陳思齊 |
| 2017 | 陳浩文                                              | 唐銘濂                                                   | 陳浩文        | 鄭子豪        | 陳希朗        | 王曉瑋        | 馮紀立        | 陳浩文 |
| 2016 | 黃浩揚                                              | 葉子成                                                   | 黃浩揚        | 黎的琛        | 楊子豐        | 明卓彥        | 劉智恆        | 黃浩揚 |
| 2015 | 郭善靈                                              | 陳采欣                                                   | 郭善靈        | 李顯昇        | 陳兼          | 王子欣        | 鄭博文        | 郭善靈 |
| 2014 | 沈君浩 黃煒麟（14年6月9日至9月1日）                 | 孫卓衡 黃冬怡（14年6月4日至8月31日）                     | 沈君浩        | 葉坤杰        | 黃樂桐        | 吳永業        | 姚凱翎        | 沈君浩 |
| 2013 | 李韋欣                                              | 梁麗幗                                                   | 李韋欣        | 葉坤杰        | 曾頌熙        | 許彥文        | 周嘉發        | 李韋欣 |
| 2012 | 阮傑誠（13年2月20日起） 譚振聲（13年2月20日被免職） | 古羲民（13年2月20日起） 沈顯龍（13年2月20日被免職）      | 譚振聲        | 連嘉欣        | 陳樂怡        | 朱迪文        | 柯文俊        | 譚振聲 |
| 2011 | 譚振聲                                              | 黃保傑                                                   | 譚振聲        | 李成康        | 黃迪龍        | 符以晉        | 胡慧婷        | 譚振聲 |
| 2010 | 譚振聲                                              | 潘卓倫                                                   | 譚振聲        | 張楚晞        | 姚冠全        | 姚冠全        | 何凱麒        | 譚振聲 |
| 2009 | 徐傑生 霍俊杰                                       | 潘卓倫 鄧銘聰                                            | 徐傑生        | 沈顯龍        | 梅懌熙        | 高敏盈        | 何凱麒        | 霍俊杰 |
| 2008 | 霍俊杰                                              | 鄭重言                                                   | 霍俊杰        | 張明輝        | 盧重匡        | 丘志華        | 陳智揚        | 霍俊杰 |
| 灰色底色為署理；評議會曾經設有學聯代表團，2013年屆別的主席是周永康、2014年屆別的署理主席是梁麗幗，2015年起學聯代表團主席被裁撤。 |                                                     |                                                          |               |               |               |               |               |        |

### 中央幹事會
行政機關，由會長、兩位副會長、各秘書及三位聯會會長分擔職務。以下為歷屆中央幹事會成員：
| 屆期 | 閣名     | 會長                          | 內務副會長   | 外務副會長 | 常務秘書 內務常務委中書（已取消） | 財務秘書       | 大學事務秘書          | 外務秘書 外務常務委書（已取消） | 學生福利秘書                   | 出版及宣傳秘書 | 康樂秘書       | 時事秘書       | 行政秘書       | 國際事務秘書（取消） | 體育聯會會長 | 文化聯會會長 | 學社聯會會長 |
| 2024 | -        | （出缺）                      | （出缺）     | （出缺）   | （出缺）                          | （出缺）       | （出缺）              | （出缺）                        | （出缺）                       | （出缺）       | （出缺）       | （出缺）       | （出缺）       | -                    | 吳偉聰       | 盧永青       | 周慶悅       |
| 2023 | -        | （出缺）                      | （出缺）     | （出缺）   | （出缺）                          | （出缺）       | （出缺）              | （出缺）                        | （出缺）                       | （出缺）       | （出缺）       | （出缺）       | （出缺）       | -                    | 李浩廉       | 吳偉聰       | 林耀嵐       |
| 2022 | -        | （出缺）                      | （出缺）     | （出缺）   | （出缺）                          | （出缺）       | （出缺）              | （出缺）                        | （出缺）                       | （出缺）       | （出缺）       | （出缺）       | （出缺）       | -                    | 何建洋       | 吳偉聰       | 吳偉聰       |
| 2021 | 薪燧     | 郭永皓#                       | （出缺）     | （出缺）   | （出缺）                          | 麥晉棋#        | 黃靖軒#               | （出缺）                        | 黃靖軒（署理）#                | （出缺）       | （出缺）       | （出缺）       | #              | -                    | 陳君亮#      | 李啟楠#      | 吳偉聰#      |
| 2020 | 嶸希     | 葉芷琳                        | 李沛聰       | 鄭凱盈     | （出缺）                          | 林靖浵         | 鄧悦昕                | （出缺）                        | 陳學霖                         | （出缺）       | （出缺）       | （出缺）       | 馬浩天         | -                    | 鍾睿智       | 朱卓楠       | 楊琅清       |
| 2019 | －       | 黃程鋒# (署理) 陳希朗（署理） | （出缺）     | （出缺）   | （出缺）                          | 馮卓傑（署理） | （出缺）              | （出缺）                        | 黃程鋒#（署理） 廖浩暉（署理） | （出缺）       | （出缺）       | （出缺）       | 馮卓傑（署理） | -                    | 杜康         | 鄧翠婷       | -            |
| 2018 | 星衍     | 黃程鋒                        | （出缺）     | 彭家浩     | 梁浩朗                            | 馮卓傑         | 李梓成                | （出缺）                        | 廖浩暉                         | （出缺）       | （出缺）       | （出缺）       | 茹珮珊         | -                    | 雷安妮       | 梁偉浩       | 陳樂駿       |
| 2017 | 睿鳴     | 黃政鍀                        | 陳希朗       | 林澤江     | 馮紀立                            | 王曉瑋         | （出缺）              | 梁晃維                          | 胡肇婷                         | 陳芷唯         | （出缺）       | 鄭子豪         | 王竹影         | -                    | 成栢瑞       | 楊樂慧       | 梁諾恩       |
| 2016 | 碩苗     | 孫曉嵐                        | 劉智恆       | （出缺）   | （出缺）                          | 明卓彥         | 楊子豐                | （出缺）                        | 楊子豐（署理）                 | 張廸雯         | （出缺）       | （出缺）       | 唐銘濂         | -                    | 陳嘉龍       | 馮紀立       | 陳浩文       |
| 2015 | 眀峯     | 馮敬恩                        | 何珈彥       | 李峰琦     | 鄭博文                            | 王子欣         | 陳兼 招永聰           | 黎的琛 謝皓庭                   | 陳諾衡                         | 邱子健         | 蔡穎妍         | 李顯昇         | 黎沅慈         | -                    | 梁國通       | 黃浩揚       | 施君陽       |
| 2014 | 凌濤     | 梁麗幗                        | 任嘉兒       | （出缺）   | 姚凱翎                            | 吳永業         | 黃樂桐#               | （出缺）                        | 鄭傲軒                         | 麥梓聰#        | （出缺）       | （出缺）       | 伍國威         | -                    | 李彥衡       | 王慧         | 蔡順安       |
| 2013 | 弘曦     | 鄧日朗                        | 黃綺文       | 周永康     | 周嘉發                            | 許彥文         | 曾頌熙                | 梁呈謙 黃在琳                   | 蔡漢邦                         | 梁雅雯         | 張家盈         | 葉坤杰         | 羅雋           | -                    | 黃泓曦       | 翁健鳴       | 楊逸意       |
| 2012 | 啟越     | 陳冠康                        | 張楚晞       | （出缺）   | 柯文俊                            | 朱迪文         | 陳樂怡 劉卓宜         | 趙希彤#                         | 李君同                         | 陳志祥         | 張淑萍#        | 連嘉欣         | 胡逸晞         | -                    | -            | -            | -            |
| 2011 | 匯承     | 李子樹                        | 張楚晞       | 蕭健滔#    | 胡慧婷                            | 符以晉         | 黃迪龍                | （出缺）                        | 陳進龍                         | 林璟毅         | （出缺）       | 李成康         | 許凱迪         | -                    | 胡嘉晉       | 黃柏榮       | 謝宋洭       |
| 2010 | －       | （出缺）                      | （出缺）     | （出缺）   | 何凱麒（署理）                    | 霍俊杰（署理） | （出缺）              | （出缺）                        | （出缺）                       | （出缺）       | （出缺）       | （出缺）       | （出缺）       | -                    | -            | 葉鍁婷       | 胡慧婷       |
| 2009 | 弘毅     | 陳一諤#                       | 成曉宜       | 郝曉田     | 何凱麒                            | 高敏盈         | 姜詠恩 梅懌熙         | 沈顯龍 倪倩珩（署理）           | 林守賢（署理）                 | （出缺）       | 袁小荃         | （出缺）       | 鄭丞軒         | -                    | -            | 葉鍁婷       | 李子樹       |
| 2008 | 思遠     | 郭永健                        | 徐航（署理） | 余梓聰     | 陳智揚                            | 丘志華         | 陳志偉 盧重匡（署理） | 李浩文                          | 陳志源（署理）                 | 陳智聰（署理） | 姜翰思         | 張明輝         | 羅濠邦         | -                    | -            | -            | 張俊彥       |
| 2007 | 鳴閣     | 尹瀚申                        | 徐航         | 曾皓謙     | 高頁君                            | 陳智聰         | 周照輝 郭永健         | 葉梓燊（署理） 余欣沛（署理）   | 廖展虹（署理）                 | 施旭成         | 陳善發（署理） | 朱家明（署理） | 徐傑生         | -                    | -            | -            | 張俊彥       |
| 2006 | 雋衡     | 劉方                          | 施旭成       | 何雪瑩     | 尹翰紳                            | 陳智聰（署理） | 張凱然 祁宇沺         | 潘宣苑（署理）                  | 方琪琪                         | （出缺）       | （出缺）       | 黃岸平（署理） | 王俊承（署理） | -                    | -            | -            | -            |
| 2005 | 匯懿     | 陳啟業                        | 鄭忠森       | 謝智衡     | 林庭宇                            | 吳佩珊（署理） | 朱天樂 劉方           | 劉鍶杏                          | 陳沛延                         | （出缺）       | （出缺）       | （出缺）       | 王俊承         | -                    | -            | -            | -            |
| 2004 | 毅凝     | 陳子堅                        | 何鎮丞       | 馮英倫     | （出缺）                          | 孫海德         | 葉雅婷                | 謝智衡                          | 王潔瑩                         | 張錦耀         | 余煒澄         | 岑學敏         | 劉碩知         | -                    | -            | -            | -            |
| 2003 | 思鳴     | 麥嘉晉（署理）                | （出缺）     | 梁倩瑜     | （出缺）                          | 蘇佩儀         | 章寶允 許耀昇         | 徐家榮                          | 劉明玉                         | 溫穎雯         | （出缺）       | （出缺）       | 湯展鵬         | -                    | -            | -            | -            |
| 2002 | -        | -                             | （出缺）     | （出缺）   | （出缺）                          | （出缺）       | 張麗興                | （出缺）                        | 陳沛恆                         | （出缺）       | （出缺）       | 黃延俊         | 董駿暉         | -                    | 麥嘉晉       | -            | -            |
| 2001 | 薪火     | 魏詠賢                        | （出缺）     | 李詠芝     | （出缺）                          | 徐倩婷         | 吳浩希                | （出缺）                        | 陳佩貞                         | 藍燕雯         | （出缺）       | 林靜           | 鄭鍶漢         | -                    | -            | -            | -            |
| 2000 | 明聲     | 張韻琪                        | 吳焯暉       | 袁凱欣     | 藍燕雯（署理）                    | 吳梓燁         | 程倩雯                | （出缺）                        | 吳永森                         | （出缺）       | （出缺）       | （出缺）       | 葉向東         | -                    | -            | -            | -            |
| 1999 | 自閣     | 陳敬慈                        | 尹翰卿       | （出缺）   | （出缺）                          | 吳梓燁         | 崔浩然 張逸峰         | （出缺）                        | 周勵雅                         | （出缺）       | 伍翠怡         | 陳家健         | 陳富文         | -                    | 林建文       | -            | 吳浩希       |
| 1998 | 海閣     | 鄧徐中                        | 伍家順       | 崔偉恒     | 譚敏芝                            | 郭詠怡         | -                     | 曾昭盈 區愛娜                   | 譚卓嘉                         | 梁嘉琪         | 張艷蕾         | -              | 余雪雯         | -                    | -            | -            | -            |
| 1997 | 星閣     | 王振星                        | 潘淑瑛       | 黃瑞紅     | -                                 | 李子達         | 李俠榮                | 陳敬慈                          | 鄧錦茵                         | 劉志賢         | 阮宇衡         | 鄧徐中         | 楊銘基         | -                    | -            | -            | -            |
| 1996 | -        | -                             | -            | -          | 陳佩琪                            | -              | -                     | -                               | 蔡明輝                         | -              | -              | -              | -              | -                    | -            | -            | 姚冠東       |
| 1995 | 童閣     | 莫佩嫻                        | 陳慧敏       | 簡勁翔     | 陳佩琪                            | -              | 譚耀昌                | 吳鳳鳴 王振星 楊麗儀            | 葉潤枝                         | 江佩明         | -              | 簡敏儀         | 林倩桓         | 簡敏儀               | -            | -            | -            |
| 1994 | 來閣     | 鄧敬來                        | 李偉斌       | 梁家成     | -                                 | 王蠡           | 羅詠儀                | -                               | 梁庭安                         | -              | -              | -              | 高雲龍         | -                    | -            | -            | -            |
| 1992 | 號閣     | 方德豪                        | 盧國輝       | 傅景華     | 區嘉萍                            | 戴慧君         | -                     | 廖國文                          | 馮佩珊                         | 曾華丹         | 劉鳳庭         | 梁家成         | 李偉斌         | 楊文彬               | -            | -            | -            |
| 1991 | 銳閣     | 張銳輝                        | 林文宗       | 龔賢良     | 辜莉英                            | 陳賽珠         | -                     | 黃萬宏                          | 高逸行                         | 李潔萍         | 鄒婉薇         | 黃宏泰         | 林韶華         | 饒戈                 | -            | -            | -            |
| 1990 | 礪知閣   | 邱振明                        | 梅家永       | 方約恒     | 黃靜娟                            | 戴慧君         | -                     | -                               | 黃國傑                         | 何詠良         | 戴志珊         | 方德豪         | 梁志誠         | 何宛文               | -            | -            | -            |
| 1989 | 永恒閣   | 周永恒                        |              | 吳國華     | 陳淑娟                            | 黃繼東         | -                     | 陳淑娟                          | 江玉歡                         | 蕭康民         | 尹廣耀         | 周俊峯         | 黃澤明         | 李佩琼               | -            | -            | -            |
| 1988 | -        | 蕭偉達                        | -            | -          | -                                 | 謝永茂         | -                     | -                               | 張偉民                         | -              | -              | -              | 田智明         | -                    | -            | -            | -            |
| 1987 | 麥錦明閣 | 麥東榮                        | 鄧錦基       | 徐巧明     | 黎妙儀                            | 譚錦棠         | -                     | 田軍                            | 黎偉慶                         | 毛詠仙         | -              | 周永恒         | 許國釗         | 林紫雲               | -            | -            | -            |
| 1986 | 袁文葉閣 | 袁耀清                        | 文灼非       | 葉健民     | 方月華                            | 陳炳南         | -                     | 梁永勝                          | 姚耀坤                         | 許建成         | 馮浩賢         | 關振明         | 李培芳         | 何笑英               | 梁永勝       | -            | -            |
| 1985 | 李紹基閣 | 李紹基                        | 文志良       | 馬育良     | 陳慧芬                            | 黃傳輝         | -                     | 戴耀廷                          | 甄華仁                         | 梁碧琪         | 程淑儀         | 宋志華         | 劉利群         | 徐麗斯               | -            | -            | -            |
| 1984 | 馮葉何閣 | 馮煒光                        | 葉炳鑾       | 何綽越     | 黃麗敏                            | 巫愁           | -                     | 謝連忠                          | 曾志安                         | 葉劍權         | 石惠珍         | 陳和順         | 黃桂新         | 梁家成               | -            | -            | -            |
| 1983 | 廖振華閣 | 廖振華                        | 胡敏華       | 葉建源     | 李月媚                            | 伍健光         | -                     | 周日昌                          | 蔡幸強                         | 葉炳鑾         | 馬育良         | 陳榮輝         | 丁元春         | 陳善美               | -            | -            | -            |
| 1982 | 張黎麥閣 | 張家敏                        | 李秋源       | 麥漢輝     | 李婉如                            | 林有盛         | -                     | 陳漢標                          | 甄榮輝                         | 鍾仕彬         | 馬寶兒         | -              | 梁漢柱         | 劉海傑               | -            | -            | -            |
| 1981 | 仇家寶閣 | 仇家寶                        | 楊光輝       | 徐永德     | 李迦密                            | 關志偉         | -                     | 賴亮智 黎錦業                   | 賴亮智                         | 黎安國         | 譚靜儀         | 單仲偕         | 陳慧勤         | 曾繁光               | -            | -            | -            |
| 1980 | -        | 馮業興                        | -            | -          | -                                 | -              | -                     | -                               | -                              | -              | -              | -              | -              | -                    | 歐耀佳       | -            | -            |
| 1979 | -        | -                             | 李永達       | -          | -                                 | 趙來發         | -                     | -                               | -                              | -              | -              | -              | -              | -                    | -            | -            | -            |
| 1978 | -        | 楊威寧                        | -            | -          | -                                 | -              | -                     | -                               | -                              | -              | -              | -              | -              | -                    | -            | -            | -            |
| 1977 | -        | 盧漢耀                        | 麥靖宇       | 馬鼎銘     | 劉笑娟 鍾志信                     | 林偉雄         | -                     | -                               | 鍾順群                         | 呂潤鴻         | 陸宇經         | -              | -              | 陳漢鏵               | -            | -            | -            |
| 1976 | -        | 鍾子維                        | 嚴斯泰       | 李年康     | 袁淑薇 陳莊勤                     | 關嫣金         | -                     | -                               | 陳祖蔭                         | 黃惠芳         | -              | -              | -              | 盧漢耀               | -            | -            | -            |
| 1975 | -        | 麥海華                        | -            | -          | -                                 | -              | -                     | -                               | -                              | -              | -              | -              | -              | -                    | -            | -            | -            |
| 1974 | -        | 崔綺雲                        | -            | -          | -                                 | -              | -                     | -                               | -                              | -              | -              | -              | -              | -                    | -            | -            | -            |
| 1972 | -        | 陳毓祥                        | -            | -          | -                                 | -              | -                     | -                               | -                              | -              | -              | -              | -              | -                    | -            | -            | -            |
| 1971 | -        | 馮紹波                        | -            | -          | -                                 | -              | -                     | -                               | -                              | -              | -              | -              | -              | -                    | -            | -            | -            |
| 1969 | -        | 楊永強#                       | -            | -          | -                                 | -              | -                     | -                               | -                              | -              | -              | -              | -              | -                    | -            | -            | -            |
| 1967 | -        | 詹德隆                        | -            | -          | -                                 | -              | -                     | -                               | -                              | -              | -              | -              | -              | -                    | -            | -            | -            |
| 1966 | -        | 翁裕雄                        | -            | -          | -                                 | -              | -                     | -                               | -                              | -              | -              | -              | -              | -                    | -            | -            | -            |
| 1963 | -        | -                             | -            | -          | -                                 | -              | -                     | -                               | -                              | -              | 梁淑怡         | -              | -              | -                    | -            | -            | -            |
| 1956 | -        | 曹紹釗                        | -            | -          | -                                 | -              | -                     | -                               | -                              | -              | -              | -              | -              | -                    | -            | -            | -            |
| 1923 | -        | 何世儉                        | -            | -          | -                                 | -              | -                     | -                               | -                              | -              | -              | -              | -              | -                    |              |              |              |

*：內閣上任後加入
#：任內辭職

### 校園傳媒
分別為文字傳媒香港大學學生會學苑、影音傳媒香港大學學生會校園電視，是架構中的第四權。以下為歷屆校園電視幹事及學苑編輯委員會成員：

#### 歷屆校園電視幹事
| 屆期 | 閣名     | 主席              | 內務副主席      | 外務副主席 | 網絡發展副主席 | 廣告部總監    | 綜合製作部總監       | 新聞部總監           | 創意總監/出版及宣傳秘書@ |
| 2021 | TENACITY | 江澤灝            | 譚海茵          | 容采怡     | 何彥彤         | 任衍穎        | -                    | -                    | -                        |
| 2020 | VERACITY | 游展鵬            | 鄧芷欣          | -          | 黃家毅         | -             | -                    | -                    | -                        |
| 2019 | ÉTOILE   | 杜正匡            | 李曉琳          | 蔣淑芬     | 陳穎亨         | -             | 陳啟恆               | -                    | -                        |
| 2018 | FOCI     | 梁展熙            | 馮政瑾          | 陳曉怡     | 楊溢佳         | -             | 廖翊名               | 羅霆鈞               | -                        |
| 2017 | LUNA     | 林巧彤            | 許天樂          | 邱粵烽     | 馮卓傑         | 董鎧霖        | 陳詠欣               | 吳銘欣               | 董鎧霖* 陳詠欣*          |
| 2016 | GLIM     | 黃穎軒            | 陳樂晴          | 梁天兒     | 冼志華         | 王新裕        | 張愷瑤               | 伍泯嬈               | 張愷瑤*                  |
| 2015 | SPEAR    | 丘明曜            | 潘家禮          | 李采霖     | 吳境培         | 梁哲欣 鄧詠恩 | 陳梓淘 池日忠 羅沁怡 | 麥穗盈 謝錦添        | 陳怡晶                   |
| 2014 | MUSE     | 王彥樂            | 李宥澄          | 伍穎騫     | 劉潤菁         | 羅肇鋒 曾旭昇 | 張愷情               | 麥靜汶 林子穎        | 劉潤菁*                  |
| 2013 | PRISM    | 莫嘉熙            | 陳祺馨          | 盧珈呈     | 潘宏亮         | 李嘉豪 吳嘉堯 | 區汶樂 鄒沐恩        | 梁懿晴 龍海茵        | 張嘉寶                   |
| 2012 | LUMOS    | 黃頌朗＊ 黃綺文＃ | 李子健＊ 黃頌朗 | 林凌志     | 李啟業         | 林嘉彥 李傑   | 李子健 梁穎晧        | 戴深藝 蔡維恩        | 陳嘉晞                   |
| 2011 | HORIZON  | 歐家俊            | 柯家怡          | 周安東     | 王崑           | 呂曉嵐 盧譽   | 馮千晏 楊香浚        | 陳晞琳 鍾政軒 譚文迪 | 李文佩                   |
| 2010 | ZEAL     | 陳浩文＃          | 林洛綾          | 勞璟姮     | 呂梓汶         | 陳淑霞 何文樂 | 徐子謙 孫爵榮        | 梁康婷 周路達 湯浩言 | 盧鉅倫                   |

@：於2015年度修憲為創意總監，原為出版及宣傳秘書
*：署理
#：於任內辭職

#### 歷屆學苑編輯委員會成員
| 屆期 | 閣名            | 總編輯   | 副總編輯                                | 新聞編輯                             | 專題編輯                                       | 美術總監 | 榮譽秘書 | 文藝編輯                |
| 2021 | 誌              | 劉建希   | 張卓妍 # 鄧蔚藍                         | 陳卓謙（兼任榮譽司庫） 陳彥寧        | 劉璇 陳泳欣（兼任網絡總監）                    | 陳彥寧   | 劉璇     | -                       |
| 2020 | 漪              | 蔡泯劻   | 陳湘樺 林璟佑 #                         | 鄭駿樺 張焯峰 黃汶熙（兼任網絡總監） | 梁曉霖 黃鈺筌                                  | 張焯峰   | 梁曉霖   | 潘軾恒（兼任榮譽司庫）# |
| 2019 | 溯 Invigilo     | 呂昊峻 # | 曾雲皓 薛伊婷                           | 盧曦悅（兼任榮譽司庫）               | 胡沛麒                                         | -        | -        | -                       |
| 2018 | 皓 Audacity     | 陳凱瑩   | 葉俊彥 # 鄧樂盈 #                       | 龍曉楓（兼任榮譽司庫）               | 李浩生 #                                       | -        | 李浩生 # | -                       |
| 2017 | 靖 Veracity     | 謝翹聲   | 張文禧 張泓鍵                           | 蔡君穎                               | 徐梓祐（兼任榮譽司庫）                         | 黃敬家 # | 林詩晴   | 林詩晴                  |
| 2016 | 泱 Perspicacity | 顧博謙   | 何明彥 黃珍盈                           | 潘煒林 黃婉芬                        | 梁文翰（兼任榮譽司庫）# 何曦偉 葉駿鵬 陳梓敬 # | 伍諾熙   | 黃良穎   | 黃良穎 胡明明           |
| 2015 | 涵 Sagacity     | 劉以正   | 陳凱螢 江旻諺                           | 温學晴（兼任宣傳秘書） 李濼沂        | 鍾偉健 賴崇欣 劉觀成（兼任榮譽司庫） 羅兆然    | 嚴志聰   | -        | 陳樂儀 賴君祐 趙雅恩    |
| 2014 | 泓 Profundity   | 袁源隆   | 羅銳潛 陳雅明                           | 周志輝（兼任榮譽司庫） 崔誦恩 黃俊軒 | 甄健華 李曉婷（兼任宣傳秘書） 區樂融           | 陳祖輝   | -        | 廖錦雯 譚天悅 譚天詠    |
| 2013 | 澄 Deliquo      | 梁繼平   | 王俊 鄭梓豐                             | 李嘉淳 利惠玲 陳璟茵                 | 李啟迪 曹曉諾 陳樂施 謝錦怡                    | 黃詩詠   | -        | 郭樞棋 麥焯恩 黃樂桐    |
| 2012 | 泉 Spring       | 謝智浩   | 楊振東 周永康                           | 司徒永灝                             | 黃穎恩 馮予晴                                  | 梁雅雯   | -        | 李雅儀 黃洛             |
| 2011 | 凝 Focus        | 莫坤菱   | 趙希彤 楊思雅                           | 梁嘉偉                               | 周嘉怡 顏晴曦                                  | 戎曼怡   | -        | 陳璧儀                  |
| 2010 | 啟 Spark        | 蕭健滔   | 梁嘉寶 伍澤恆                           | 陳穎妍                               | 陸天睿                                         | 戴然     | -        | 楊冰潔                  |
| 2009 | 燃 Ignite       | 陳秀勤   | 姚青邁 高小竹                           | 梁綺鳴 陳俊朗 林景怡 任顯澄          | 陳穎妍 林鈺倫 蘇逸軒 盧仕陞                    | 傅徵玄   | -        | 文國灝 田霖 官小玲      |
| 2008 | 覺 Aurora       | 成曉宜   | 林樂軒 陳希韞 黃小娟*                   | 張靜文 高翠宜 彭穎茵 羅冠軒          | 陳湜                                           | 李文狄   | -        | 黃小娟 湯燕妮 鄺蔚珩    |
| 2007 | 鋒 Levent       | 劉泰志   | 勞詠姍（行政） 梁嘉雯（出版）           | -                                    | 張浩榮 方欣慈 麻汶汶                           | -        | -        | 劉天音                  |
| 2006 | 鵬 Pen          | 陳梓杰   | 莫澤珠（《港大報》） 劉志斌（《學苑》） | 高汝軒 潘詩欣                        | 李穎恆 孫維肖                                  | 張培智   | -        | 鄒芷蕙                  |
| 2005 | 璞 Pop          | 陳楚婷   | 蔡嘉裕（內務） 李灝然（外務）           | -                                    | 楊穎欣 謝立琼                                  | 王御樺   | -        | 廖沛樹                  |
| 2004 | 燊 Sun          | 周伽然   | 曾健樂 郭明燊                           | 鄧綺雯 高竹影 梁俊偉                 | 王雅文 周佑徽 張世熹                           | 黃遠安   | 孫道涵   | 張倩婷 戴惠珊           |
| 2003 | 鳴 Resonance    | 許俊虹   | 謝慧玲（內務） 蘇宛兒（外務）           | -                                    | 楊嘉偉 袁慧貞                                  | -        | 張惠珊   | -                       |
| 2002 | 禧 Hey          | 陳淳欣   | 謝嘉雯（內務） 葉坤儀（外務）           | -                                    | 彭穎嘉 黃振輝 馮偉揚                           | 王曄丹   | 張月勤   | -                       |

*：內閣上任後加入
#：於任內辭職

### 屬會
包括院會及屬下的系會、舍堂宿生會、體育聯會（页面存档备份，存于）、文化聯會（页面存档备份，存于）、學社聯會（页面存档备份，存于）。

#### 院會及屬下的系會
- 建築學會
  - 測量學會
- 文學院學生會
  - 中文學會
  - 英文學會
  - 藝術學會
  - 法文學會
  - 德文協會
  - 歷史系系會
  - 日文學會
  - 韓文學會
  - 語言學學會
  - 音樂學會
  - 比較文學學會
  - 西班牙文學會
  - 哲學學會
- 經濟及工商管理學會
  - 商學會
  - 經濟金融學會
  - 資訊系統學會
- 牙醫學會
- 教育學會
- 工程學會
  - 土木工程學會
  - 計算機科學學會
  - 工業工程學會
  - 電機電子工程學會
  - 機械工程學會
  - 醫學工程學會
- 法律學會
- 醫學會
  - 生物醫學學會
  - 中醫藥學會
  - 藥劑學會
  - 護理學會
- 理學會
  - 生物化學學會
  - 生物科學學會
  - 化學學會
  - 生態學及生物多樣性學會
  - 食物及營養學學會
  - 數學學會
  - 統計及精算學會
- 社會科學學會
  - 地理地質及考古學會
  - 政治與公共行政學會
  - 心理學學會
  - 社會工作及社會行政學會
  - 社會學學會

#### 舍堂宿生會
- 康寧堂學生會
- 何東夫人紀念堂宿生會
- 李志雄紀念堂學生會
- 利希慎堂學生會
- 李兆基堂宿生會
- 馬禮遜堂宿生會
- 利銘澤堂宿生會
- 利瑪竇宿舍宿生會
- 孫志新堂宿生會
- 李國賢堂學生會
- 聖約翰學院學生會
- 施德堂學生會
- 太古堂宿生會
- 大學堂宿生會
- 偉倫堂學生會

#### 體育聯會
- 射箭會
- 田徑學會
- 羽毛球學會
- 籃球學會
- 中國武術學會
- 龍舟學會
- 足球學會
- 手球學會
- 曲棍球學會
- 柔道學會
- 空手道學會
- 劍道學會（页面存档备份，存于）*
- 棍網球學會
- 投球學會
- 划艇學會
- 欖球學會
- 壘球學會
- 運動攀登學會
- 壁球學會
- 游泳學會
- 乒乓球學會
- 跆拳道學會
- 網球學會
- 排球學會

#### 文化聯會
- 動漫聯盟
- 美術學會
- 橋牌學會
- 棋會
- 書法學會
- 中樂團
- 舞蹈學會
- 演辯學會
- 戲劇社
- 電影學會
- 音樂社
- 魔術學會
- 攝影學會
- 合唱團
- 管弦樂團
- 青年文學獎協會

#### 學社聯會
- 國際經濟商管學生會
- 天文學會
- 佛學會
- 天主教同學會
- 中國教育小組
- 國事學會
- 基督徒團契
- 基督徒詩班
- 電腦學會
- 崇德青年社
- 常綠林
- 投資學會
- 生命村
- 穆斯林同學會
- 香港基層健康關顧會
- 扶輪青年服務團
- 社會服務團
- 香港青年獎勵計劃
- 行社
- 槍會
- 世界大學服務社

## 近年爭端
近年，港大學生會發生不少爭端，主要是幹事會的行徑與民意不符。

### 陳一諤事件
2009年，陳一諤事件中，該屆學生會會長陳一諤發表中傷六四學生領袖的言論後，被四位醫科學生帶頭公投罷免。
2011年，八一八事件當中，該屆學生會會長李子樹接待中共政治局常委、副總理李克強引起爭論。

### 三十萬廣告事件
2012年，「反黑金聲明」事件當中，學生會一夜斥資超過三十萬在八份報章刊登全版廣告，被指「妨礙」特首選舉公正，一度再有同學發起罷免公投。
2012年，龍華街宿舍延遲入宿事件當中，學生會舉行公投指學生事務長及首席副校長失責，卻反被學生、校友、教職員同斥獨斷獨行。
這些爭端當中，多個學生會屬會及大批會員均同聲譴責幹事會。

### 蒼傲事件
2019年，3人候選內閣「蒼傲」競逐幹事會。由於「蒼傲」支持政府DQ議員，譴責政治犯，不反對黨禁，又於諮詢大會期間屢次離場，以及被指囂張跋扈、無謙虛之心，不少香港大學學生質疑「蒼傲」的政治立場及背景，更有「不信任蒼傲就任香港大學學生會幹事會」成立，呼籲香港大學學生在大選向「蒼傲」3人投不信任票。
其中，1月21日，有香港大學學生及市民發起「反對蒼傲大集會」，於香港大學中山廣場，向蒼傲質詢、示威，表示不信任蒼傲，並呼籲香港大學師生以及各大市民參加。
最終蒼傲三人於2019年周年大選以超過八成反對票大比數落選。是次周年大選投票率為 32.98 %，大幅拋離過去三年的總投票率，只略低於 2015 年度周年大選的總投票率。

### 被中國官媒批評
2021年4月18日，中國官媒《人民日報》發表評論，批評香港大學學生會抹黑一國兩制、破壞憲制秩序，點名學生會是要切除的「毒瘤」，指港大學生會「已到了非管不可的時候」。

### 校方與學生會割蓆
2021年4月30日，學校教務長向全體學生發信，宣布停止為港大學生會代收會費、不再向學生會提供財務管理服務，同時會收回港大學生會會室等設施管理權。

### 七一刺警案悼念決議
維基新聞相關報導：悼念七一刺警疑兇 港大學生會四人獲減刑至15個月
香港大學學生會評議會在2021年7月7日的會議以30票贊成通過動議，「感激」七一刺警案自戕身亡的梁健輝「為港犧牲」。相關決定引起部分爭議，招來建制陣營批評。7月9日學生會長郭永皓召開記者會宣佈無意鼓勵任何非法行為，評議會意識到事件的嚴重性，對此深感抱歉，表示將撤回上述議案，幹事會亦將立即辭職。校委會主席李國章接受媒體採訪，表示國安處調查，考慮將涉事學生會成員「踢出校」。
校方於7月13日就此事發聲明，強烈讉責港大學生會評議會公然美化暴力的嚴重不當行為，形容是挑戰社會的道德底線，損害整體港大社群的聲譽和利益；又不再承認香港大學學生會作為獨立註冊社團現有在校內的角色，同時按大學程序嚴肅調查決議，會對涉事學生作進一步處理。校方將設立專責團隊協調和處理學生的各類事務，保障正常的學生活動不受影響。並於7月15日宣布七天內將學生會逐出學生會綜合大樓。雖然港大學生會已經收回言論及請辭，但行政長官林鄭月娥在7月13日表明支持執法機構追究學生會，警方國安處於7月16日進入港大校園人員搜查學生會，惟林鄭月娥對在同月被媒體揭發的保安局高官出席涉性侵晚宴事件卻採取迴避態度，袒護涉嫌公職人員行為失當、違反《公務員守則》及貪腐的保安局三名首長級官員，認為不須對被懷疑涉貪的保安局官員進行調查，卻又要港大校方、執法機構繼續「追殺學生」。港大學生會前會長孫曉嵐批評政府一方面包庇三名違規高官、一方面對學生趕盡殺絕。有人認為，香港特區政府領導層「寬己嚴人」、雙重標準的處理手法在社會亦引起極大爭議。
2021年8月18日，香港警务处国家安全处以「涉嫌宣揚恐怖主義」為由，拘捕此會議有關的四名成員（郭永皓、張敬生、容頌禧、杜林丞亨）。

## 學生會出版政治圖書
- 香港民族論

## 外部參考
- 香港大學學生會
- 香港大學學生會 Facebook專頁（页面存档备份，存于）
- 香港大學學生會評議會（页面存档备份，存于）
- 香港大學學生會評議會 Facebook專頁（页面存档备份，存于）